# Polytaxis
Polytaxis är ett släkte av korgblommiga växter. Polytaxis ingår i familjen korgblommiga växter.
Kladogram enligt Catalogue of Life:
| Polytaxis | \| \| Polytaxis lehmannii \| \| \| \| \| \| Polytaxis pulchella \| \| \| \| \| \| Polytaxis winkleri \| \| \| \| |
|           | \| \| Polytaxis lehmannii \| \| \| \| \| \| Polytaxis pulchella \| \| \| \| \| \| Polytaxis winkleri \| \| \| \| |
|           | Polytaxis lehmannii                                                                                              |
|           | |
|           | Polytaxis pulchella                                                                                              |
|           | |
|           | Polytaxis winkleri                                                                                               |
|           | |